# Paul Aerts
Pour les articles homonymes, voir Aerts.
Paul Aerts, né le 16 décembre 1949 à Beersel, est un ancien coureur cycliste professionnel belge.

## Palmarès
- 1970
  - 2e de Courtrai-Gammerages
- 1971
  - 2e du Tour du Brabant
  - 2e du Circuit des frontières
- 1972
  - Circuit du Tournaisis
  - 2e du Tour de Luxembourg
  - 2e du Circuit des bords de l'Escaut
  - 2e du Circuit des frontières
  - 2e du Circuit de la vallée de la Senne
- 1973
  - 2e du Circuit du Tournaisis
  - 3e du Grand Prix de la ville de Vilvorde

## Résultats sur le Tour de France
- 1972 : 69e
- 1973 : abandon (9e étape)